# 경찰 학교

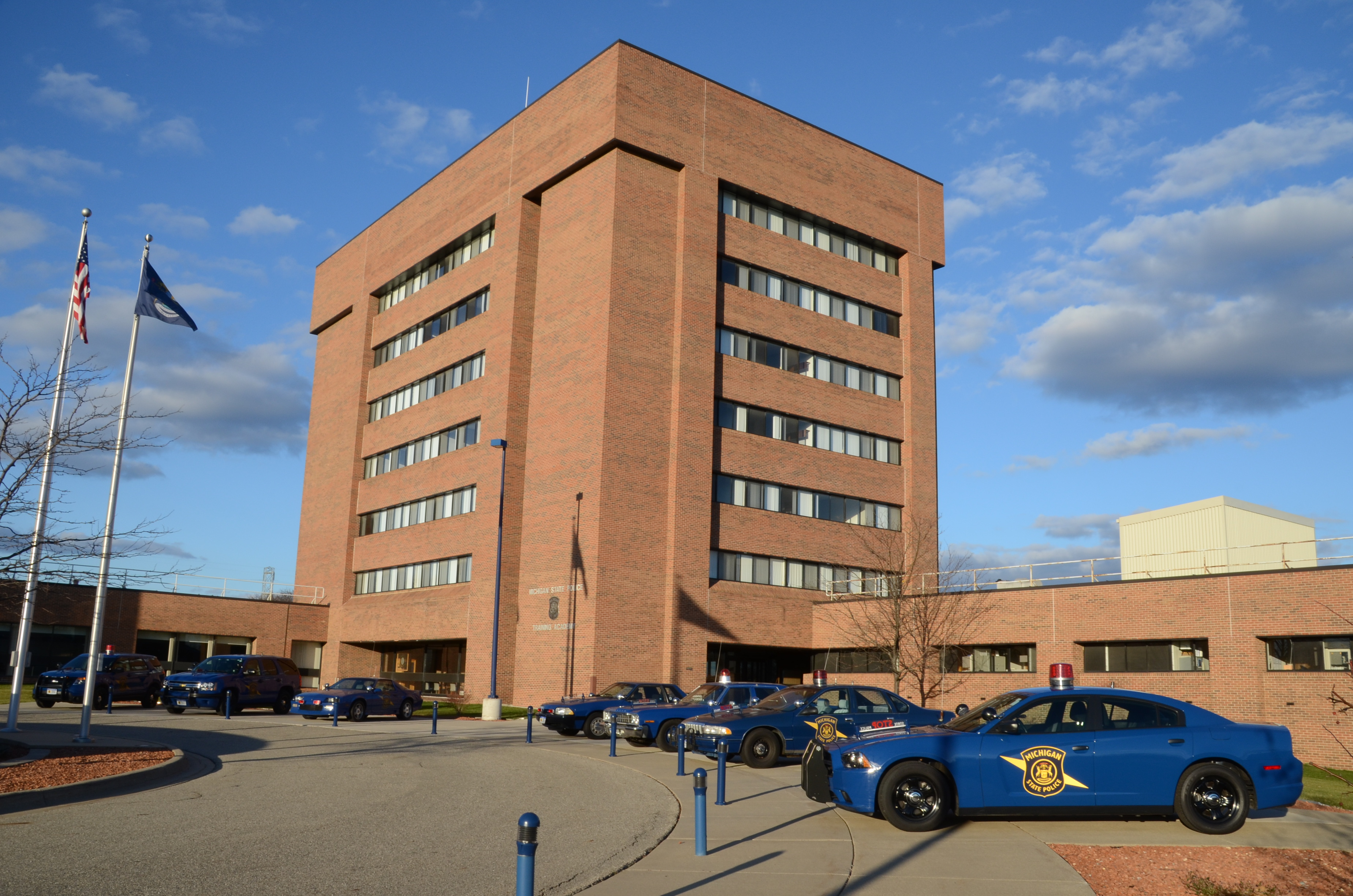
미국 미시간주의 미시간주 경찰 훈련 아카데미의 외관

경찰 학교, 법 집행 훈련 센터, 폴리스 아카데미(police academy)는 경찰 사관생도를 위한 훈련 학교로, 졸업 후 합류하게 될 법 집행 기관에 대비하거나 개인을 법 집행관, 일반적으로 경찰관으로 인증시키기 위해 고안되었다.
경찰 학교는 사관 후보생에게 직무를 적절하고 효과적으로 수행하는 데 필요한 기술과 전술을 교육한다. 여기에는 법률 훈련, 운전 기술, 장비 훈련, 총기 훈련, 무력 사용, 위기 협상, 단계적 축소 등이 포함된다. 경찰학교의 일반적인 시설로는 강의실, 차량 코스, 사격장, 육상 트랙, 체육관 및 레크리에이션 시설이 포함되지만 일부에는 기숙사, 카페테리아, 훈련 시뮬레이터, 경찰 박물관, 레스토랑 및 상점과 같은 경찰 관련 사업체가 포함될 수도 있다.
경찰 훈련은 프로그램 내용, 형식, 교육 방법 등에서 상당한 차이를 보이며 전 세계적으로 매우 다양하다. 경찰학교는 경찰 사관생도들만 사용하는 것이 아니며, 일부는 선서한 경찰관, 기타 법 집행 기관, SWAT와 같은 특수 부대, 때로는 민간인 및 기타 비법 집행 인력이 정기적으로 사용하기도 한다. 예를 들어, 1932년 하계 올림픽에서는 사격 행사를 위해 로스앤젤레스 경찰학교의 사격장을 사용했다.
경찰서에 가입하고 경찰학교에 다니기 위한 요건은 관할권에 따라 다르다. 대부분의 경우 이러한 요구 사항에는 신원 조사, 신체적, 정신적, 건강 검진은 물론 범죄 기록 확인도 포함된다.

## 같이 보기
- 사관학교
- 신병훈련